# Science Council of Japan

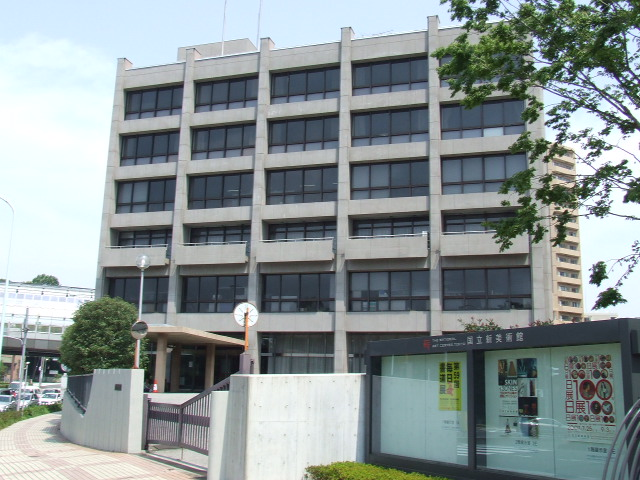
Science Council of Japan

Das Science Council of Japan (japanisch 日本学術会議, Nihon gakujutsu kaigi) repräsentiert die japanischen Wissenschaftler im Lande und auswärts. Es ist eine Einrichtung der Regierung, die aber unabhängig agiert.

## Übersicht
Das Science Council of Japan (JSC) wurde 1949 eingerichtet, um das Niveau der wissenschaftlichen Forschung zu steigern und um die Ergebnisse besser der Regierung, der Industrie und der allgemein Öffentlichkeit zu kommunizieren. Das JSC vertritt Japan in internationalen Einrichtungen wie dem International Council of Scientific Unions und nimmt eine zentrale Rolle im internationalen Wissensaustausch ein.
Das JSC wird aus 210 Vertretern der Wissenschaft gebildet, und zwar von je 30 in den ursprünglich sieben Abteilungen. Später wurden diese auf fünf reduziert, die in drei Abteilungen zusammengefasst wurden:
1. Geisteswissenschaften und Sozialwissenschaften
2. Lebenswissenschaften
3. Naturwissenschaften und Technische Wissenschaften

Dazu kommen drei Komitees:
1. Wirkungsfragen
2. Fachgebietsfragen
3. Problemgebiete

Die Amtszeit beträgt drei Jahre. Die Mitglieder werden auf Empfehlung der verschiedenen Wissenschaftsorganisationen ernannt. Weiter gibt es ein Kontakt-Gremium, das 2000 Personen umfasst.